# 上城戰鬥
上城戰鬥發生開始於1932年5月3日，地點則是在中國贛西。是第一次国共内战主要戰鬥之一。該戰鬥交戰一方為中華民國國民革命軍，另一方則為中國共產黨所領導之中國工農紅軍。